# Johannes Broscius

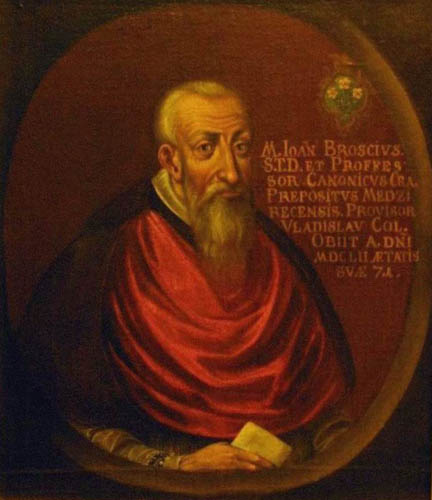
Johannes Broscius

Johannes Broscius (poln. Jan Brożek; * 1. November 1585 in Kurzelów, heute Woiwodschaft Heiligkreuz; † 21. November 1652 in Bronowice) war ein polnischer Polyhistor, Mathematiker, Arzt und Astronom.

## Leben
Johannes Broscius lebte in Krakau und Międzyrzec Podlaski. Von 1632 bis zu seinem Tod hatte er eine Pfarrei. Broscius hatte Mathematik, Medizin, Theologie und Geodäsie an der Krakauer Akademie (jetzt bekannt als der Jagiellonen-Universität) und an der Universität Padua studiert. Später wurde er Rektor der Jagiellonen-Universität.
Broscius reiste um 1612 ins Ermland und nahm mit Erlaubnis des damaligen Bischofs Simon Rudnicki eine Reihe von Briefen und Dokumenten in Bezug zu Nicolaus Copernicus mit nach Krakau. Die geplante Biographie wurde nie geschrieben, die Dokumente gingen nach seinem Tode verloren.
Er war der bekannteste polnische Mathematiker des 17. Jahrhunderts und arbeitete an der Theorie der Zahlen (insbesondere perfekte Zahlen) und Geometrie. Unter den Problemen, die er in Angriff genommen hatte, war die Frage, warum Bienen sechseckige Bienenwaben schaffen. Er bewies, dass es die effizienteste Art und Weise der Verwendung von Honig und Wachs ist.
Er starb in Bronowice, heute ein Stadtteil von Krakau. Eines der späteren Gebäude der Jagiellonen-Universität, das Collegium Broscianum, trägt seinen Namen ihm zu Ehren.